# Shelley Rudman
Shelley Rudman (Pewsey, 23 marzo 1981) è una skeletonista britannica, medaglia d'argento olimpica a Torino 2006, campionessa mondiale a Sankt Moritz 2013 nonché vincitrice della Coppa del Mondo nel 2011/12.

## Palmarès

### Olimpiadi
- 1 medaglie:
  - 1 argento (singolo a Torino 2006).

### Mondiali
- 1 medaglia:
  - 1 oro (singolo a Sankt Moritz 2013).

### Europei
- 5 medaglie:
  - 2 ori (singolo a Sankt Moritz 2009; singolo[1] a Sankt Moritz 2011);
  - 2 argenti (singolo a Igls 2006; singolo[1] a Königssee 2014);
  - 1 bronzo (singolo a Winterberg 2010).

### Coppa del Mondo
- Vincitrice della classifica generale nel 2011/12.
- 21 podi (tutti nello skeleton):
  - 8 vittorie;
  - 7 secondi posti;
  - 6 terzi posti.

#### Coppa del Mondo - vittorie
| Data             | Luogo         | Paese    | Disciplina |
| ---------------- | ------------- | -------- | ---------- |
| 12 dicembre 2008 | Igls          | Austria  | singolo    |
| 16 gennaio 2009  | Sankt Moritz  | Svizzera | singolo    |
| 30 novembre 2009 | Cesana Pariol | Italia   | singolo    |
| 11 gennaio 2010  | Sankt Moritz  | Svizzera | singolo    |
| 18 gennaio 2011  | Winterberg    | Germania | singolo    |
| 25 gennaio 2011  | Sankt Moritz  | Svizzera | singolo    |
| 10 gennaio 2012  | Königssee     | Germania | singolo    |
| 8 dicembre 2012  | Winterberg    | Germania | singolo    |

### Universiadi
- 1 medaglia:
  - 1 oro (singolo a Innsbruck 2005).